# 山手イタリア山庭園
山手イタリア山庭園（やまてイタリアやまていえん）は、神奈川県横浜市中区の山手地区にある庭園。1880年（明治13年）から1886年までイタリア領事館が置かれたことから、イタリア山と呼ばれている。水路や花壇を幾何学式に配したイタリア式庭園で、1993年にはブラフ18番館、1997年には外交官の家が移築された。花壇には、バラの季節には姉妹都市のリヨン市から贈られたプレステージ・ドゥ・リヨンが咲く。

## 外交官の家（旧内田家住宅）
公園内に、明治時代に建てられた外交官内田定槌の邸宅を東京都渋谷区南平台町から移築した「外交官の家」がある。

## ブラフ18番館
ブラフ18番館は、関東大震災後に山手町45番地に建てられた木造2階建の外国人住宅。戦後は天主公教横浜地区（現・カトリック横浜司教区）の所有となり、1991年（平成3年）までカトリック山手教会の司祭館として使用されてきた。1991年に横浜市が部材の寄付を受け、山手イタリア山庭園内に移築復元。1993年から一般公開されている。館内は大正末期から昭和初期に掛けての震災復興期の外国人住宅の暮らしを再現。附属棟は貸しスペースとして市民に利用されている。

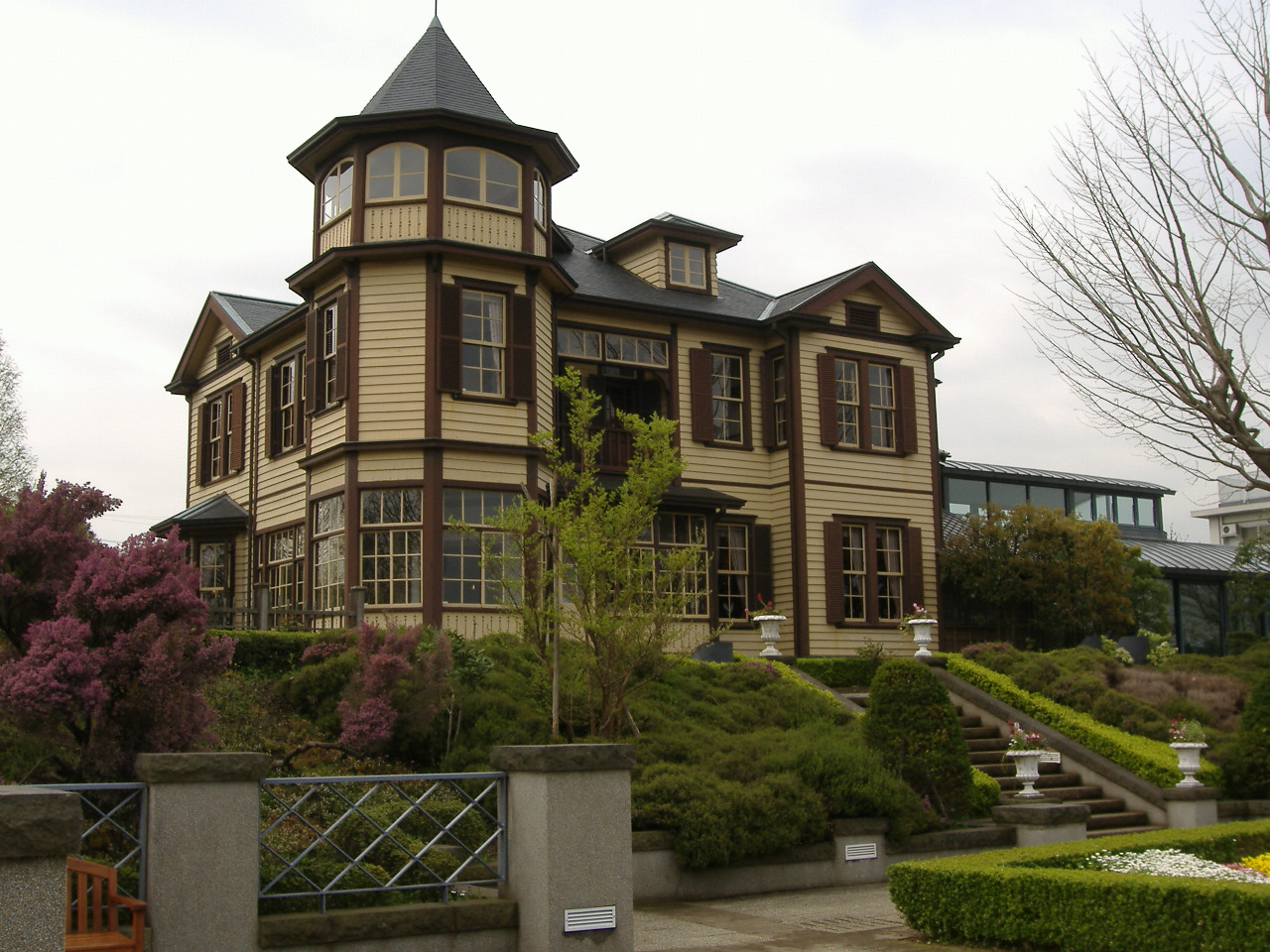
外交官の家
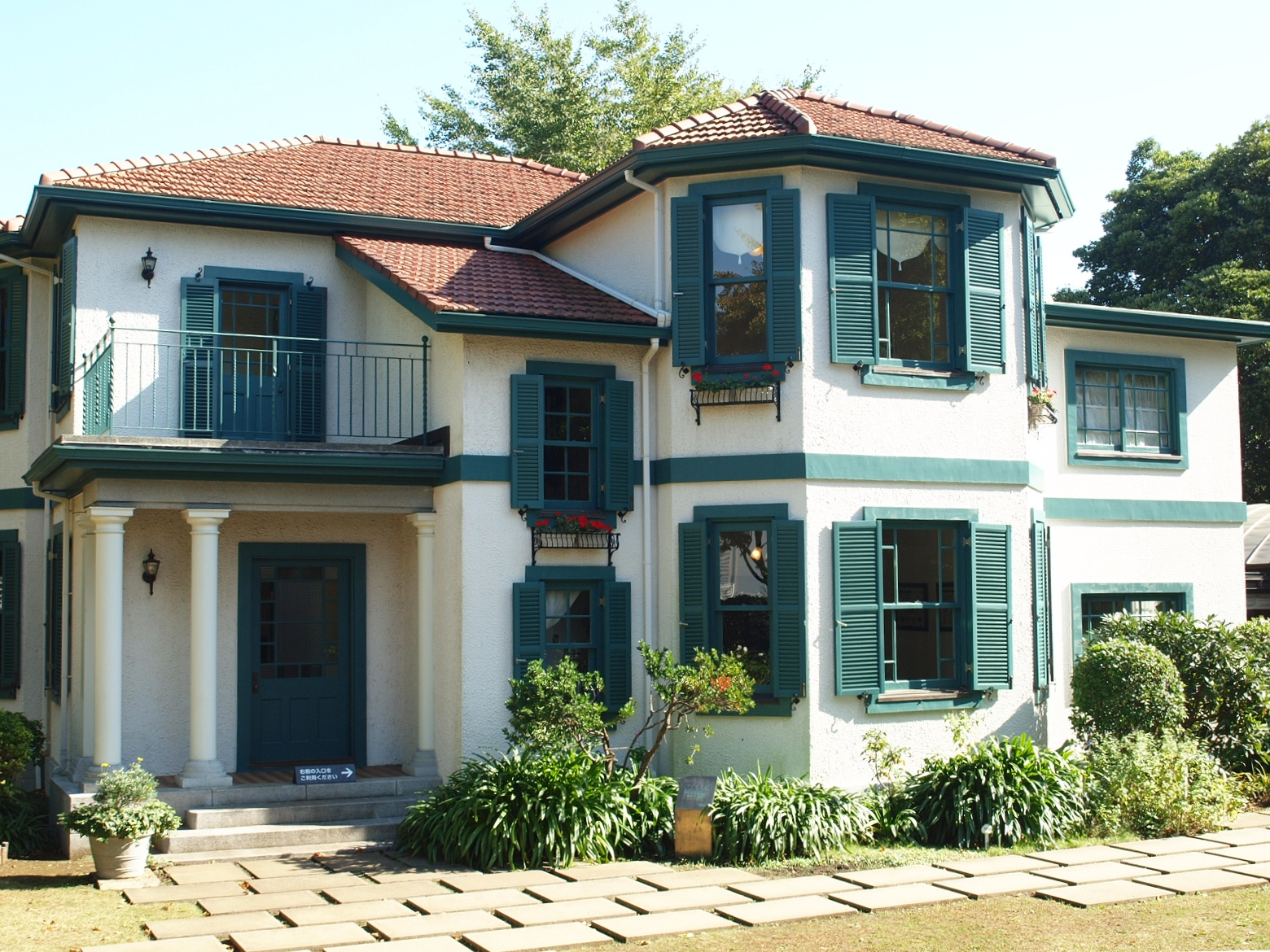
山手18番館（2016/11/05撮影）

## 関連作品
街なびアプリ「横浜西洋館散歩」（onTheHammock）
山手地区にある西洋館をガイドするアプリ。各西洋館の紹介ページには音声ガイドを設置し、その建物の歴史的背景などを紹介している。「横浜西洋館散歩」を起動して山手地区を訪れると、アプリが現在地を検知して目的地に近づいたことが通知される。さらに、地図やリスト上には自宅などでは見ることが出来なかった山手地区のレストラン、カフェ、美術館、そしてあまり知られていない観光スポット情報などが表示される。